# 夏雲蛟
夏雲蛟（？—1645年），字啟霖，直隸蘇州府嘉定縣人，明末文人。

## 生平
家貧，篤行好學，為諸生，與同鄉黃淳耀齊名。南京失陷後，從侯峒曾在嘉定抗清。清兵破城，與侯峒曾、黃淳耀、龔用圓、馬元調、唐全昌等人皆同死。